# Cybaeodes
Genre
Synonymes
- Brachyanillus Simon, 1913
- Cerrutia Roewer, 1960

Cybaeodes est un genre d'araignées aranéomorphes de la famille des Liocranidae.

## Distribution
Les espèces de ce genre se rencontrent dans le bassin méditerranéen occidental.

## Liste des espèces
Selon World Spider Catalog (version 26, 22/07/2025) :
- Cybaeodes alicatai Platnick & Di Franco, 1992
- Cybaeodes avolensis Platnick & Di Franco, 1992
- Cybaeodes bernia Ribera & Domènech, 2025
- Cybaeodes carusoi Platnick & Di Franco, 1992
- Cybaeodes dosaguas Ribera & De Mas, 2015
- Cybaeodes gallinera Ribera & Domènech, 2025
- Cybaeodes gardinii Trotta, 2024
- Cybaeodes indalo Ribera & De Mas, 2015
- Cybaeodes liocraninus (Simon, 1913)
- Cybaeodes madidus Simon, 1914
- Cybaeodes magnus Ribera & De Mas, 2015
- Cybaeodes mallorcensis Wunderlich, 2008
- Cybaeodes marinae Di Franco, 1989
- Cybaeodes molara (Roewer, 1960)
- Cybaeodes sardus Platnick & Di Franco, 1992
- Cybaeodes testaceus Simon, 1878

## Systématique et taxinomie
Ce genre a été décrit par Simon en 1878 dans les Drassidae. Il est placé dans les Liocranidae par Lehtinen en 1967.
Cerrutia a été placé en synonymie par Platnick et Di Franco en 1992.
Brachyanillus a été placé en synonymie par Bosselaers en 2009.

## Publication originale
- Simon, 1878 : Les arachnides de France. Paris, vol. 4, p. 1-334 (texte intégral).